# Гидравлический бурофрезерный траншеекопатель

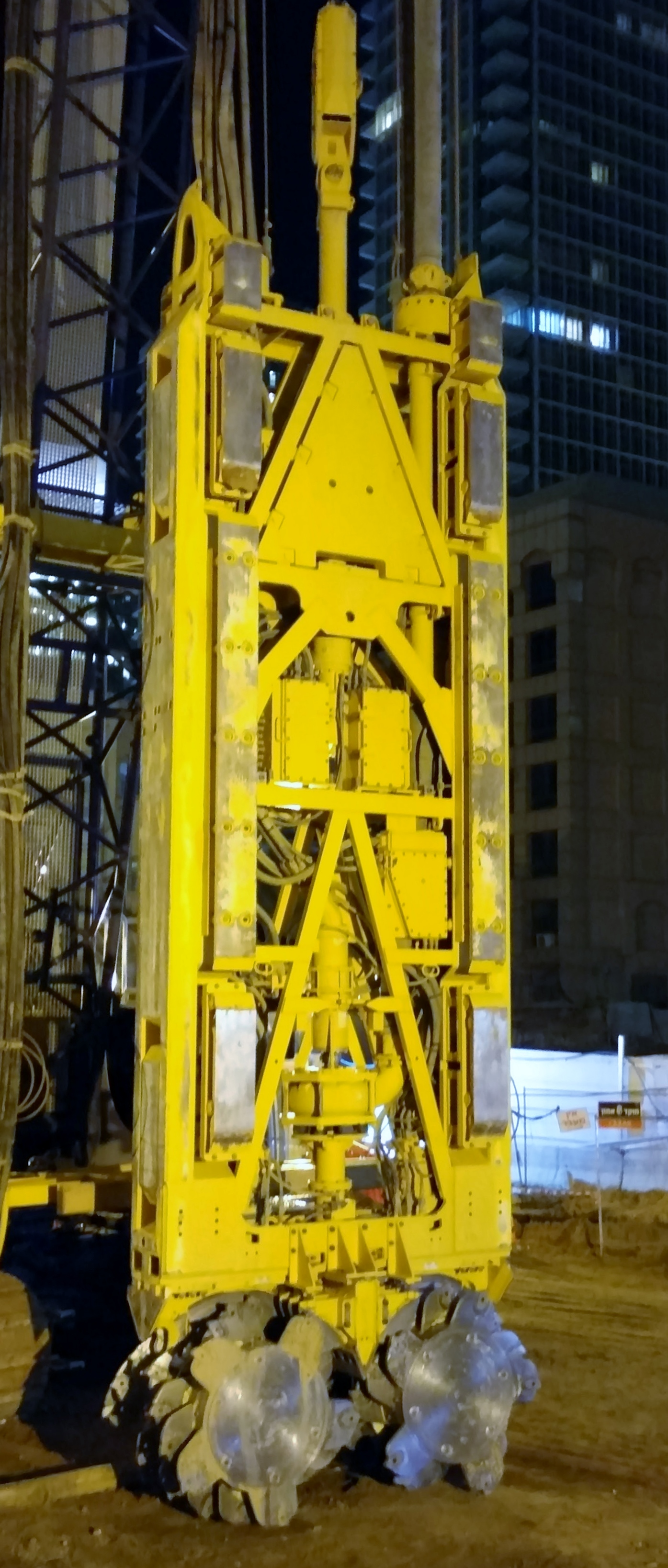
Гидравлическая буровая фреза с двумя фрезами

Гидравлический бурофрезерный траншеекопатель (гидравлическая фреза для работ по технологии "Стена в грунте") - вид строительной техники, предназначенный для рытья узких, но глубоких траншей, у которой рабочие органы выполнены в виде фрез с гидравлическим приводом. В отличие от грейферного экскаватора, осуществляет выборку грунта непрерывно.

## Конструкция
Гидравлическая буровая фреза, как правило, устанавливается на базовой машине - гусеничном кране, на который, кроме того, навешивают гидросиловую установку и систему транспортировки шлангов . Шланга обычно два. Один - для масла гидросистемы, второй - для откачивания пульпы из траншеи. Машина срезает и измельчает грунт с помощью двух фрез с гидравлическим приводом. При этом измельченный грунт смешивается с закачиваемым в траншею бентонитом, образуя пульпу, которая откачивается шламовым насосом. Оборудование обеспечивает высокие темпы разработки траншеи и требует непрерывной подачи и очистки глинистого раствора.
Отсутствие отклонений бурофрезы от вертикали при разработке траншеи обеспечивается длинными направляющими, закрепленными на раме фрезы, и клапанами, с помощью которых регулируются обороты каждой фрезы отдельно.
Гидравлическая буровая фреза имеет стандартную длину 2,8 метра. Ширина захвата -  от 60 сантиметров до 250 сантиметров.